# Marabu
Marabu (Leptoptilos) je rod tropických čápovitých ptáků. V současnosti žijí dva druhy v jižní Asii a jeden v subsaharské Africe. Existuje ale řada fosilních dokladů o dalších druzích tohoto rodu.
Marabuové jsou větší než čáp bílý, jejich výška dosahuje 110–150 cm a rozpětí křídel mají 210–250 cm. Záda a křídla jsou černá, břicho bílé. Hlava a krk jsou holé jako u kondorů a supů. Zobák mají tlustý a dlouhý. Mláďata jsou méně nápadně zbarvená, hnědá.
Žijí koloniálně v mokřinách (ale jsou více suchozemští než jiní čápi), na stromech si budují velká hnízda. Živí se žábami (u vysychajících kaluží), hmyzem, mladými ptáky, ještěry a hlodavci. Jsou ale hlavně známí svou mrchožravostí, právě jejich holý krk a hlava je adaptací na tuto potravu (podobně jako u kondorů, o kterých se občas uvažuje jako o příbuzných čápů). Při pojídání mršin se totiž hlava a krk velmi snadno potřísní krví a dalšími látkami a ptáci, kteří mají tato místa holá, se rychleji a snadněji očistí než ptáci opeření. Marabuové ale většinou nežerou mršinu hned, často čekají, až ji začnou požírat supi.
Mají výrazný hrdelní vak, využívají ho pro termoregulaci (brání se pomocí něho proti přehřání) a při námluvách. Pelichání probíhá v pohnízdním období.
Na rozdíl od většiny čápů při letu krčí krk jako volavky.

## Druhy
- marabu africký = čáp marabu (Leptoptilos crumeniferus)
- marabu indický = čáp argala, marabu argala (Leptoptilos dubius)
- marabu indomalajský = čáp adjutant, marabu javanský, marabu malajský (Leptoptilos javanicus)

### Fosilní druhy
- Leptoptilus patagonicus (poloostrov Valdés, Argentina; pozdní miocén)
- Leptoptilos richae (Tunisko, pozdní miocén)
- Leptoptilos sp. (Keňa, pozdní miocén[1])
- Leptoptilos falconeri (jižní a východní Afrika, pliocén)
- Leptoptilos pliocenicus (Oděsa, Ukrajina spodní pliocén; Etiopie, Čad, Tanzanie, pozdní pliocén) – možná stejný druh jako L. falconeri
- Leptoptilos indicus (Indie, pozdní pliocén) – dříve Cryptociconia indica, možná stejný druh jako L. falconeri[1]
- Leptoptilos titan (Jáva, střední/pozdní pleistocén)
- Leptoptilos robustus (Flores, pleistocén)[2]

- "Leptoptilos" siwalicensis (pozdní miocén až pozdní pliocén) – možná náleží do rodu Leptoptilos nebo je mu alespoň blízce příbuzný.[1]

Někteří dnes již vyhynulí marabuové dosahovali velkých rozměrů. Leptoptilos robustus byl až 1,8 metru vysoký a vážil 16 kg. Velký byl také Leptoptilos titan a Leptoptilos falconeri byl jeden z největších čápů pliocénu.